# Sogdiaster
Sogdiaster is een geslacht van uitgestorven zee-egels uit de familie Micrasteridae.

## Verspreiding en leefgebied
Vertegenwoordigers van dit geslacht leefden tijdens het Senonien (Laat-Krijt) in Oezbekistan, in het grensgebied van Tadzjikistan-Kirgizstan en in Centraal-Azië.